# Cartouche (architecture)
Pour les articles homonymes, voir Cartouche.

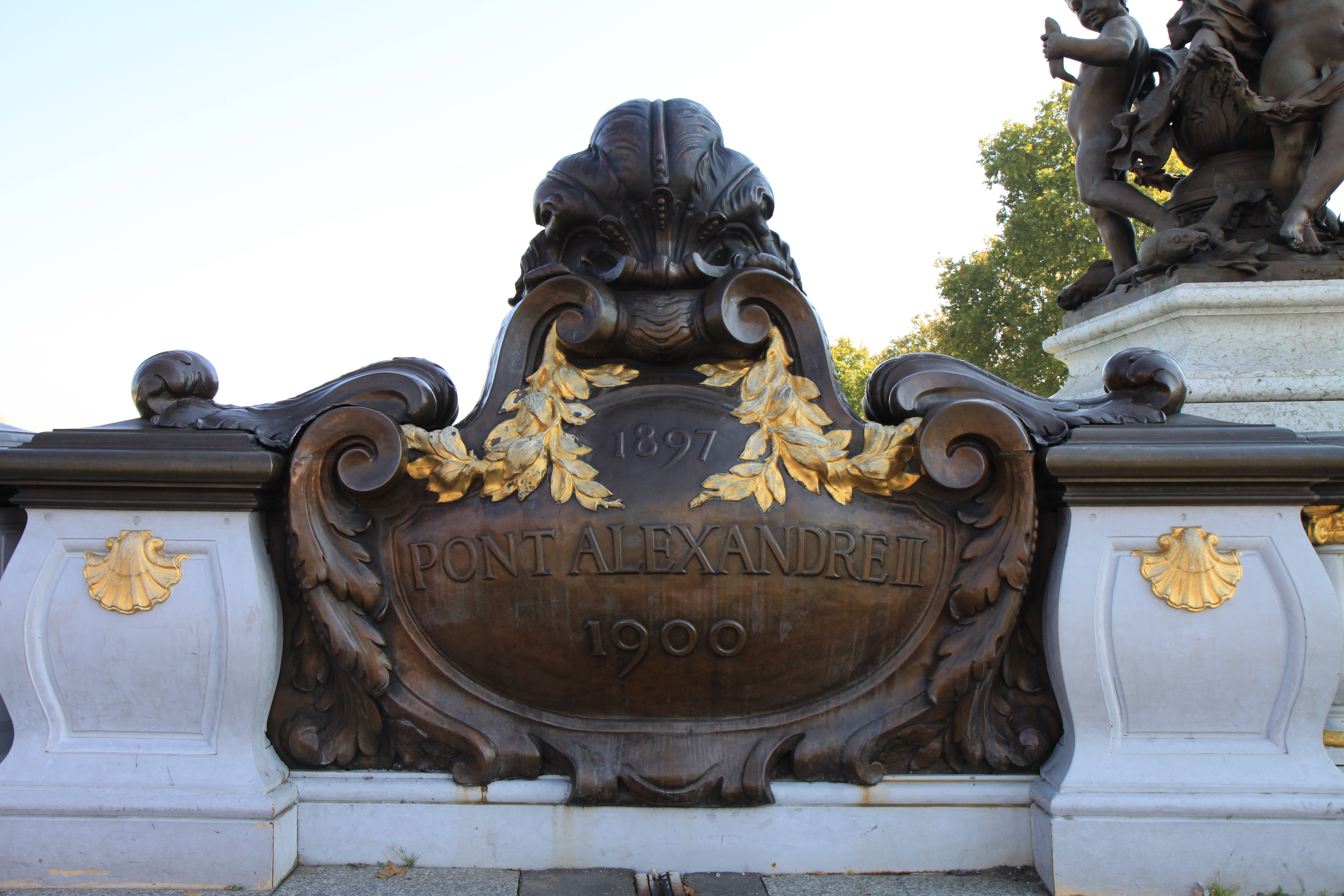
Cartouche du pont Alexandre-III à Paris.

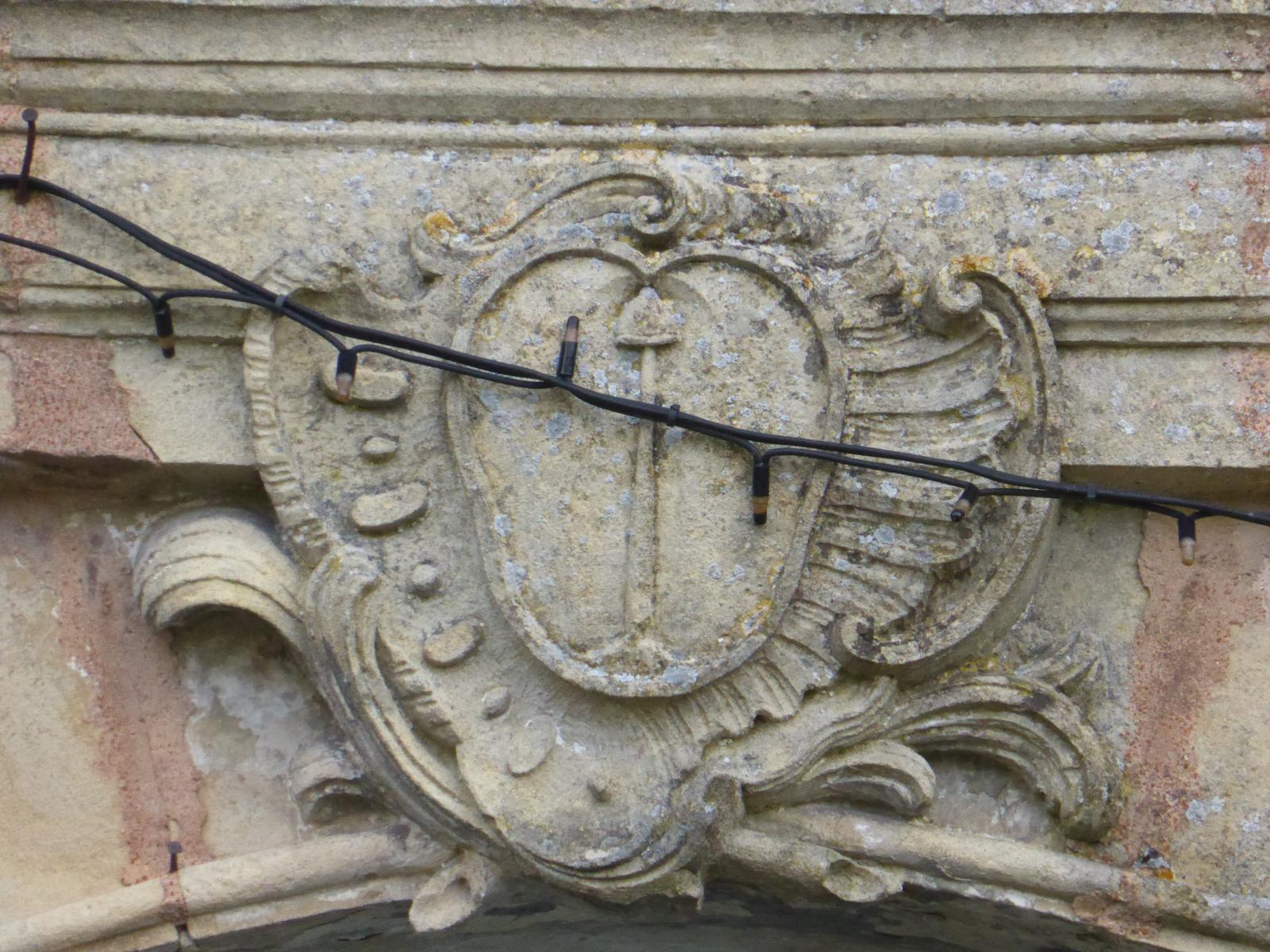
Ce cartouche stylisé présente une ornementation aux décors de rocaille d'inspiration baroque et aux courbes et contre-courbes mouvementées formant des motifs décoratifs asymétriques.

En architecture, un cartouche est un ornement sculpté décorant la façade d'un bâtiment, constitué d'un encadrement bordant une surface affichant l'année de construction de l'édifice, son nom, une devise, une épitaphe, des armoiries ou un motif ornemental.

## Égypte
Sur les monuments de l’Égypte antique portant des inscriptions hiéroglyphiques, le cartouche est une figure oblongue, formée de deux traits verticaux parallèles qui se rejoignent à chaque extrémité par un demi-cercle. À l’intérieur du cartouche se trouvent les hiéroglyphes qui représentent le nom d’un dieu ou d’un pharaon. Cette particularité, en isolant des noms, a été un des principaux indices qui ont permis de déchiffrer l’écriture des Égyptiens.

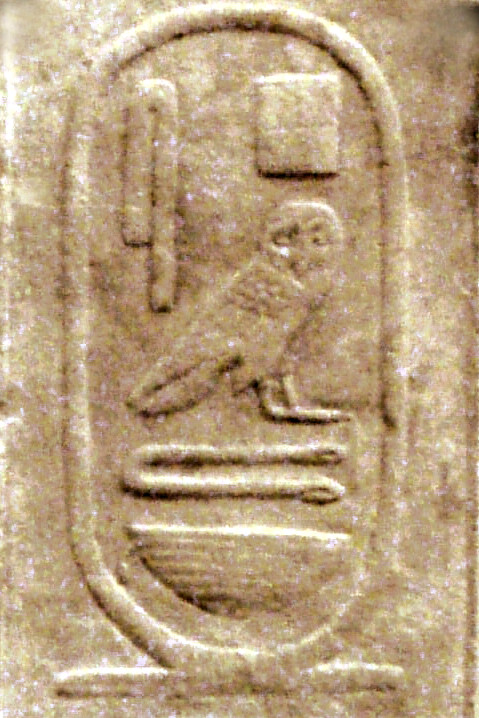
Cartouche de Psammétique II.
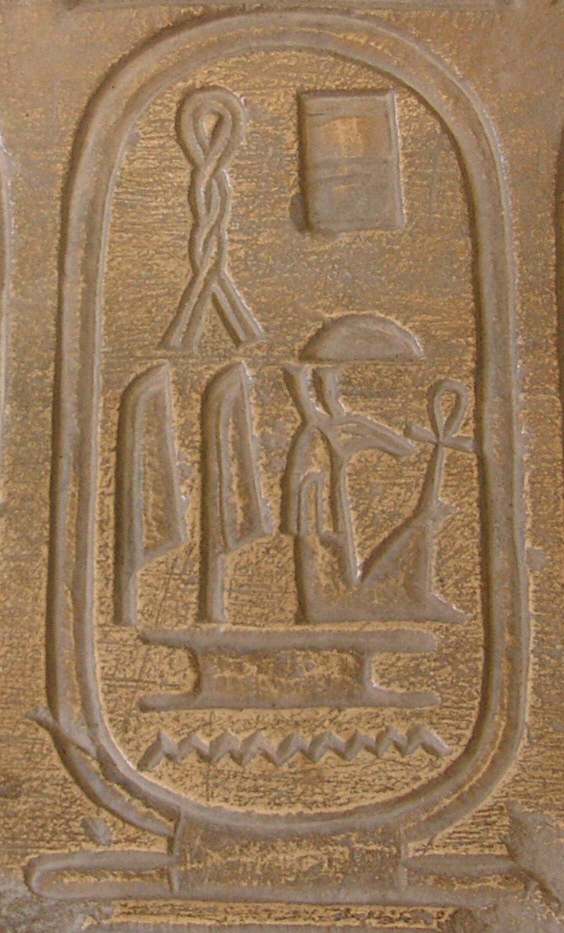
Cartouche de Séthi Ier.

## Antiquité gréco-romaine
On retrouve des cartouches sur les bâtiments et le mobilier funéraires : stèles, sarcophages. Le cartouche est généralement rectangulaire, délimité par une moulure ou une ou plusieurs lignes incisées. Le cartouche est souvent accoté de part et d’autre de deux triangles, pointe tournée vers le cartouche : c’est la tabula ansata, ou cartouche à queue-d'aronde.
Les formes courbes qui remplacent les queues-d’aronde sont des représentations du « bouclier des Amazones », ou pelta.
Enfin, le cartouche peut être accoté de volutes et de motifs divers.
|  |  |

## Époque moderne

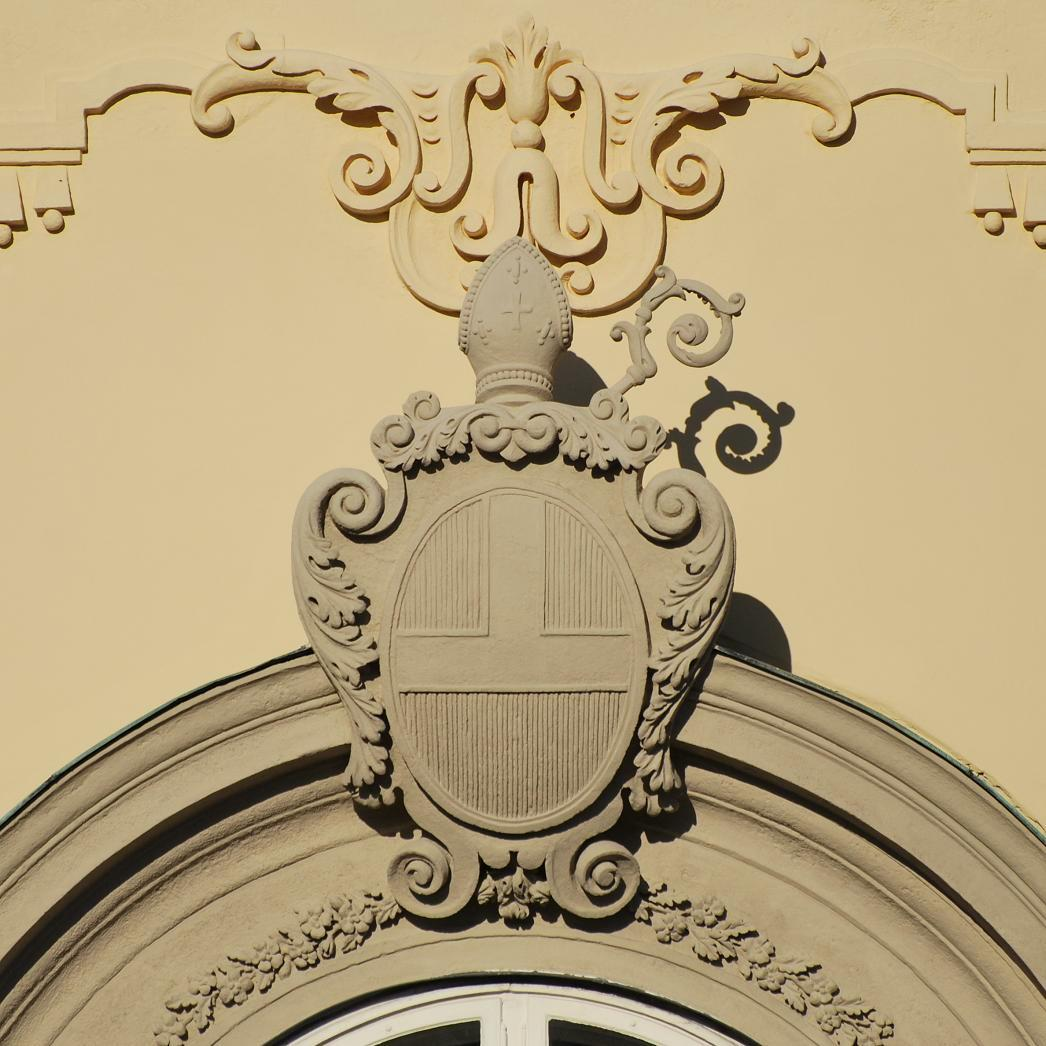
Cartouche de l'abbaye de Klosterneuburg avec écusson.

Dans l'ornementation européenne, le cartouche remonte aux premières décennies du XVIe siècle.
Les cartouches ont des formes très variables : rondes, elliptiques, en écu.
Le cartouche présente ou contient différents types d'ornements. S'il est spécialement conçu pour recevoir des armoiries, on l’appelle un écusson, souvent porté par des anges ou des putti. Toutefois il se distingue d'autres supports d'inscriptions par ses extrémités qui présentent des enroulements, que l'on a comparés à ceux produits par des feuilles de papier bien que la nature n'en offre pas de véritable modèle.
D'abord accrochés sur la façade ou à l'angle du bâtiment en Italie, le cartouche est progressivement intégré à l'architecture, devenant un élément très courant de l'ornementation baroque. Le cartouche ne contient alors plus nécessairement des armoiries ou une inscription, mais vaut pour lui-même. Les façades des maisons baroques de la Grand-Place de Bruxelles offrent de superbes exemples de cartouche, comme ceux de la maison du Moulin à vent, qui figurent les outils de la corporation des meuniers.
Les cartouches sont placés sur les seuils, les frontons, dans des espaces où s'articule la structure architectonique du bâtiment, qu'ils semblent contredire par leur légèreté et leur souplesse. En conséquence, ils sont discrédités par les théoriciens français du XVIIe siècle, qui ne voit plus que leur fonction ornementale et non leur fonction d'encadrement.

Cartouches de la Maison du Moulin à vent sur la Grand-Place de Bruxelles
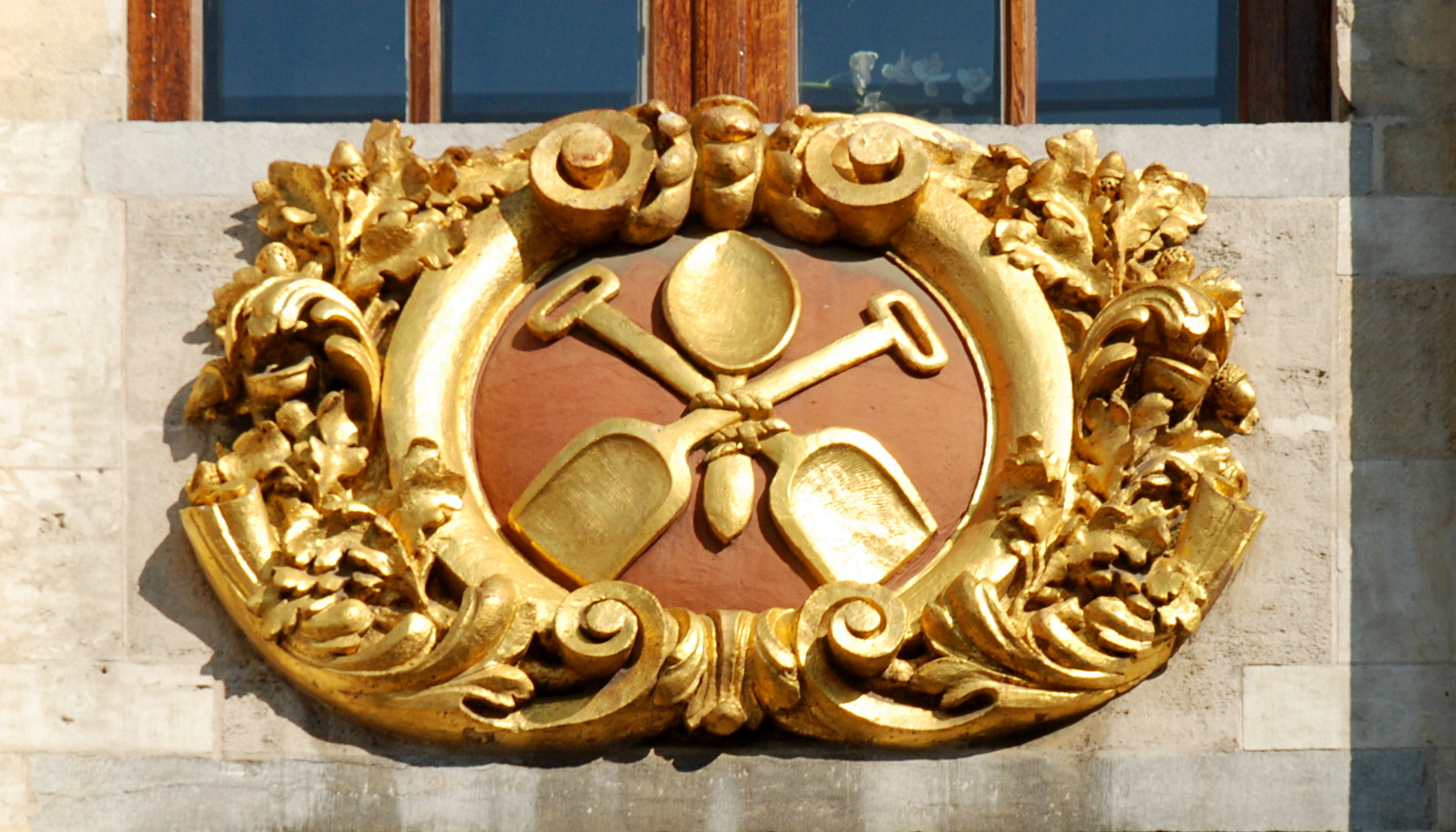
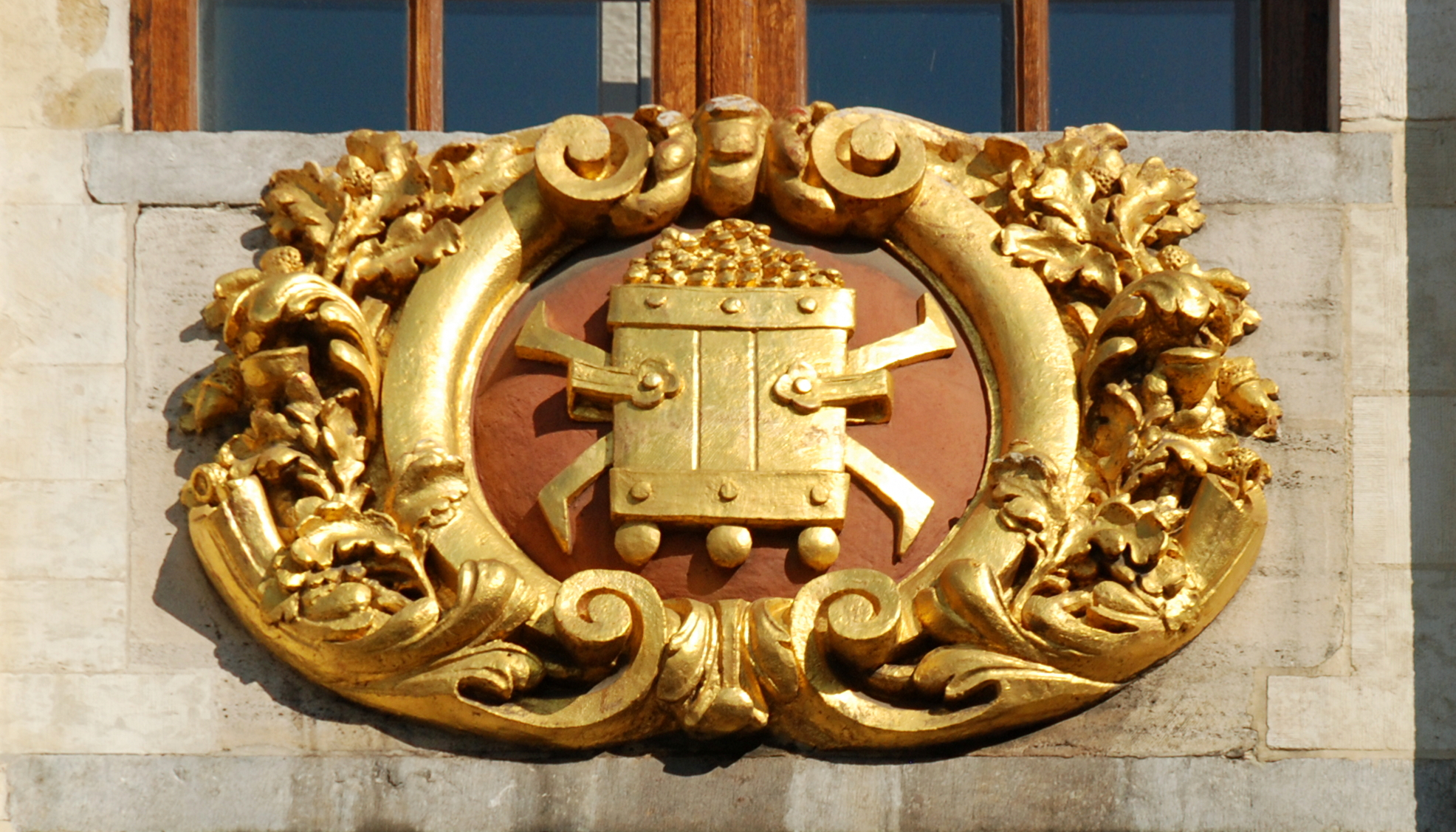